# Notion (програмне забезпечення)
Notion — застосунок для побудови систем управління, ведення нотаток, управління даних, проєктів і організації життя. Загалом функціональність дозволяє створювати записи, бази даних, канбан, вікі, календарі і нагадувач. Компанія характеризує власний продукт як повноцінний простір для ведення нотатків, управлінням проєктами й задачами. Notion Labs Inc. базується в Сан-Франциско, Каліфорнія.

## Історія
Notion Labs Inc. стартап заснований в Сан-Франциско 2013 році Іван Чжао і Саймоном Ластом  [Архівовано 26 серпня 2021 у Wayback Machine.]. На початку продукт був вкрай нестабільним, що спричинило скорочення інвестування, але попри це, компанія відмовлялася від венчурного капіталу. Задля поліпшення справ компанії Іван та Саймон вирішили відвідати Кіото, де проводячи час на розмисленні впродовж року по 18 годин на день в Figma, переробили дизайн інтерфейсу. [Архівовано 23 серпня 2021 у Wayback Machine.] [Архівовано 26 серпня 2021 у Wayback Machine.]
У березні 2016 року застосунок було запущено для вебверсії й OS X, а в березні 2017 року для Microsoft Windows та в червні 2017 року для IOS. У березні 2018 року була випущена версія Notion 2.0, в якій була представлена нова можливість створення баз даних. Він отримав високу оцінку на Product Hunt, як продукт місяця.  [Архівовано 7 січня 2022 у Wayback Machine.] На той момент в компанії загалом працювало менше 10-ти осіб.  [Архівовано 23 серпня 2021 у Wayback Machine.]
В червні 2018 року було випущено офіційний застосунок для Android.  [Архівовано 23 серпня 2021 у Wayback Machine.]
У вересні 2019 році компанія похвалилася про перетнення відмітки в один мільйон користувачів. Згодом у квітні 2020 року відмітка користувачів досягла в понад 4 мільйон.  [Архівовано 14 грудня 2021 у Wayback Machine.]

## Застосунок
Notion — це платформа для спільної роботи з модифікованою підтримкою markdown, яка інтегрує дошки канбан, завдання, вікі та бази даних. Компанія стверджує, що це універсальний робочий простір для ведення нотаток, управління знаннями та даними, а також управління проєктами та завданнями.  [Архівовано 6 серпня 2021 у Wayback Machine.] Він характеризується як інструмент управління файлами, що пропонує єдиний робочий простір, який дозволяє користувачам коментувати поточні проекти, брати участь в обговореннях і отримувати зворотний зв'язок. На додаток до кросплатформних застосунків, доступ до нього можливий через більшість веббраузерів. Також застосунок містить себе інструмент для «вирізки» контенту з вебсторінок.  [Архівовано 18 червня 2021 у Wayback Machine.] Notion допомагає користувачам планувати завдання, управляти файлами, зберігати документи, встановлювати нагадування, вести порядок денний, організовувати свою роботу. Notion дозволяє писати й вставляти рівняння у вигляді блоків або inline, позаяк підтримує LaTex. Користувачі також можуть вбудовувати онлайн-контент у свої сторінки Notion за допомогою Embed.ly. Таким чином, замітки можуть бути ефективно набрані разом з вбудованим відео, відтвореним в режимі PiP.

### Ціноутворення
Notion має чотири рівні підписки: безкоштовний, персональний, командний і корпоративний. Notion пропонує кредитну систему, в рамках якої користувачі можуть заробляти кредити коштом рефералів. З користувачів не знімаються гроші, якщо на їх рахунках є залишок. Академічна адреса електронної пошти дозволяє використовувати безкоштовний персональний тариф. З травня 2020 року компанія оновила особистий тариф, дозволивши необмежену кількість блоків, що є зміною в порівнянні з попереднім обмеженням в особистому тарифі. Це дозволяє всім новим користувачам отримати перевагу необмеженого сховища.

## Збої
4 січня 2021 року в Notion стався збій, в результаті якого користувачі не могли отримати доступ до своїх файлів. Повідомляється, це було викликано труднощами з Amazon Web Services.
12 лютого 2021 року в компанії Notion знову стався збій, який тривав кілька годин, в результаті чого користувачі не могли отримати доступ до своїх файлів. Повідомляється, це було викликано фішинговими скаргами, які привели до тимчасового блокування домену Notion.